# Triplet pythagoricien

Animation illustrant le plus simple triplet pythagoricien : 3^{2} + 4^{2} = 5^{2}.

En arithmétique, un triplet pythagoricien ou triplet de Pythagore est un triplet {\displaystyle (a,b,c)} d'entiers naturels non nuls vérifiant la relation de Pythagore : {\displaystyle a^{2}+b^{2}=c^{2}}. Le triplet pythagoricien le plus connu est (3, 4, 5).
À tout triplet pythagoricien est associé un triangle de côtés entiers {\displaystyle a,b,c}, forcément rectangle d’hypoténuse {\displaystyle c}, ainsi qu'un rectangle de côtés entiers {\displaystyle a,b}, et de diagonale entière {\displaystyle c}.

## Historique

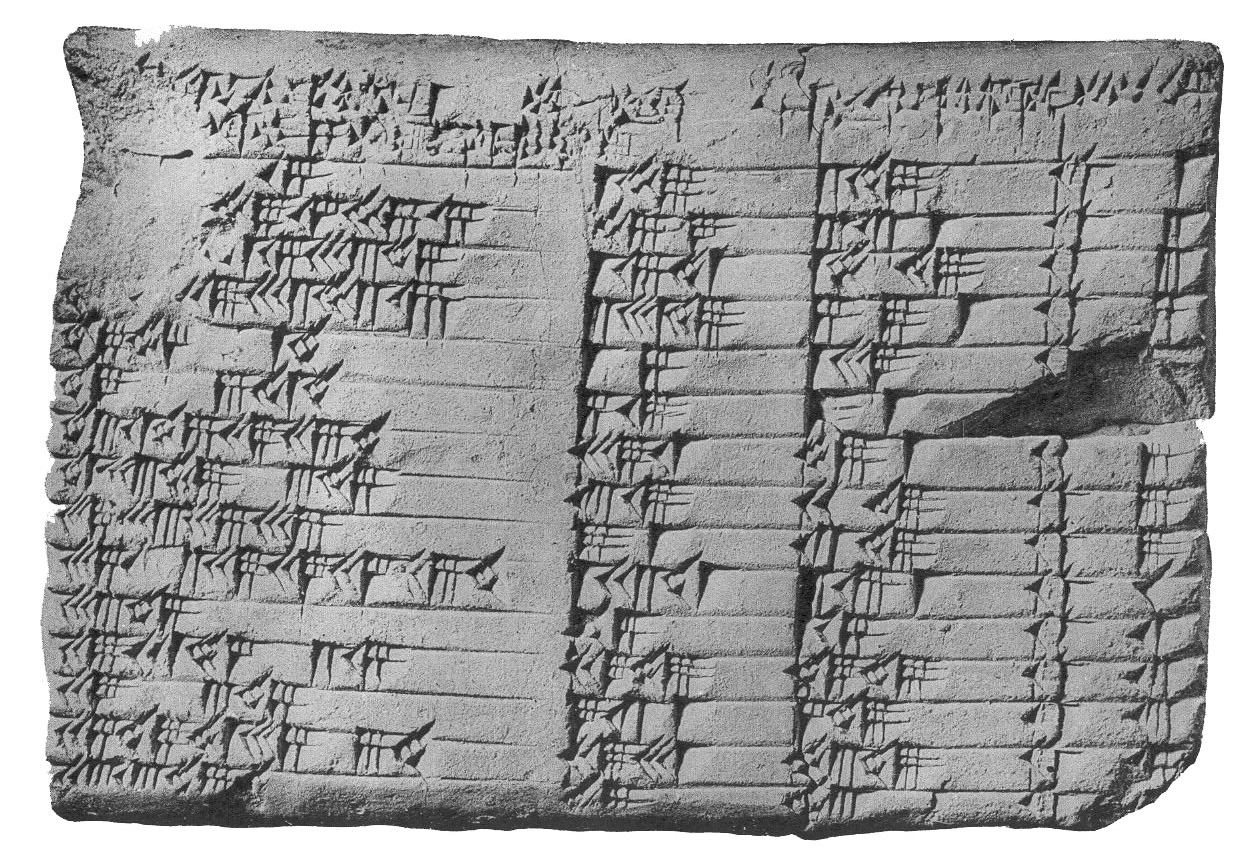
Tablette Plimpton 322.

La plus ancienne trace découverte de la connaissance de tels triplets remonterait à la tablette Plimpton 322, un document écrit vers 1800 av. J.-C. dans l'ancien Irak, qui fait apparaître 15 couples de nombres qui peuvent être complétés pour former ce qu'on appelle aujourd'hui des triplets pythagoriciens,.
Mais les spécialistes ne sont pas tous d'accord, et d'autres interprétations de la tablette ont été proposées.
Pythagore, au VIe siècle avant notre ère, n’a laissé aucun texte écrit et les sources diverses le concernant se contredisent. Il est cependant à peu près certain qu'il connaissait le triplet (3, 4, 5). Le philosophe Proclus de Lycie, au Ve siècle de notre ère, dans son commentaire sur le livre I des Éléments d’Euclide (rédigé vers 300 avant notre ère), attribue à Pythagore la découverte de la formule générale que nous notons aujourd’hui {\displaystyle (2n+1,2n^{2}+2n,2n^{2}+2n+1)}, où {\displaystyle n} est un entier strictement positif.
Toujours d'après Proclus, Platon connaissait une deuxième famille infinie de triplets pythagoriciens : {\displaystyle (n^{2}-1,2n,n^{2}+1)}.

## Cas général
Les deux formules connues des Grecs montrent qu'il existe une infinité de triplets pythagoriciens et que tout entier {\displaystyle \geqslant 3} fait partie d'un tel triplet (la première formule faisant intervenir {\displaystyle 2n+1} et la deuxième {\displaystyle 2n}).
Voici un théorème donnant une formule générant l'ensemble de ces triplets.
Théorème — Le triplet {\displaystyle (a,b,c)} est pythagoricien si et seulement s'il existe deux entiers {\displaystyle 0<q<p} tels que
La démonstration classique utilise une paramétrisation rationnelle du cercle unité :

## Cas des triplets primitifs
Un triplet pythagoricien {\displaystyle (a,b,c)} est dit « primitif » si les trois entiers {\displaystyle a,b} et {\displaystyle c} sont premiers entre eux dans leur ensemble. Il suffit pour cela que deux d'entre eux le soient (puisqu'un diviseur premier commun à deux des nombres divisera le troisième).
Il existe une infinité de triplets primitifs (voir infra). Les 16 premiers par ordre croissant de c, avec {\displaystyle a<b}, sont ceux dont les trois termes sont inférieurs à 100 :
- (3,  4,  5)
- (5, 12, 13)
- (8, 15, 17)
- (7, 24, 25)
- (20, 21, 29)
- (12, 35, 37)
- (9, 40, 41)
- (28, 45, 53)
- (11, 60, 61)
- (16, 63, 65)
- (33, 56, 65)
- (48, 55, 73)
- (13, 84, 85)
- (36, 77, 85)
- (39, 80, 89)
- (65, 72, 97)

Ces triplets mis bout à bout forment la suite A103606 de l'OEIS.
Tout triplet pythagoricien {\displaystyle (a,b,c)} est, de manière unique, produit d'un triplet pythagoricien primitif par un entier strictement positif : le pgcd de {\displaystyle (a,b,c)}.
Si l'on divise par {\displaystyle c^{2}}, on obtient :
Autrement dit, les triplets pythagoriciens primitifs correspondent biunivoquement aux points du cercle unité à coordonnées rationnelles donnés sous forme irréductible par {\displaystyle \left({\frac {a}{c}},{\frac {b}{c}}\right)}.

### Théorème fondamental décrivant tous les triplets primitifs
Si {\displaystyle (a,b,c)} est un triplet pythagoricien primitif alors {\displaystyle (b,a,c)} aussi, et soit a soit b est impair, ces deux cas étant exclusifs. Le théorème suivant caractérise donc tous ces triplets.

Il y a équivalence,, entre
- (i) {\displaystyle (a,b,c)} est un triplet pythagoricien primitif avec {\displaystyle a} impair.
- (ii) Il existe un couple de nombres {\displaystyle (p,q)\in \mathbb {N} ^{*2}} avec p > q ,  p et q premiers entre eux et de parités différentes, tels que{\displaystyle a=p^{2}-q^{2},\quad b=2pq\quad {\text{et}}\quad c=p^{2}+q^{2}.}

Remarques :
- La famille {\displaystyle (p^{2}-q^{2},2pq,p^{2}+q^{2})} était connue d'Euclide[3].
- Pour un triplet primitif (a, b, c)  avec a impair, le couple (p, q) est unique : {\displaystyle p={\sqrt {\frac {a+c}{2}}},q={\sqrt {\frac {c-a}{2}}}}.
- Le cas {\displaystyle q=1} et p pair implique que tout nombre multiple de 4 : {\displaystyle 2p\geqslant 4} fait partie d'au moins un triplet primitif : {\displaystyle (p^{2}-1,2p,p^{2}+1)} (famille "de Platon" donnée ci-dessus).
- En posant {\displaystyle m=p+q} et {\displaystyle n=p-q}, une reformulation de ce théorème est :

- Le cas {\displaystyle n=1} implique que tout nombre impair {\displaystyle m\geqslant 3} fait partie d'au moins un triplet primitif : {\displaystyle (m,(m^{2}-1)/2,(m^{2}+1)/2)} (famille équivalente à celle de Pythagore donnée ci-dessus).

### Propriétés d'un triplet pythagoricien primitif
Un triplet primitif {\displaystyle (a,b,c)} avec {\displaystyle a} impair, {\displaystyle a=p^{2}-q^{2},b=2pq,c=p^{2}+q^{2}} donnés par le théorème précédent possède les propriétés suivantes :

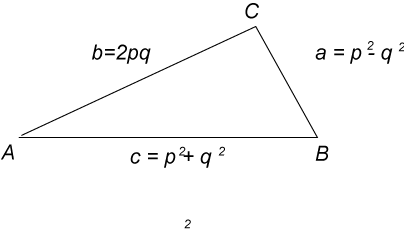
Triangle rectangle (ABC) associé au triplet (a,b,c)

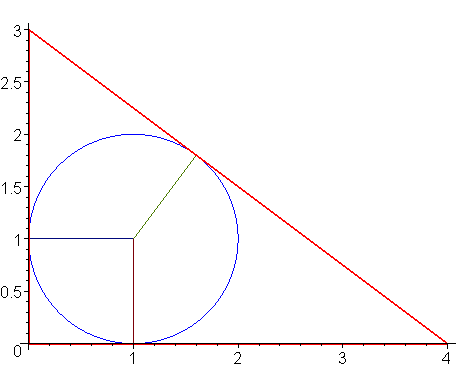
Triangle (3, 4, 5) avec son cercle inscrit de rayon 1.

- b est multiple de 4 (donc aucun entier de la forme 4k + 2 n'appartient à un triplet pythagoricien primitif) ;
- un entier exactement parmi a et b est multiple de 3[9] ;
- un entier exactement parmi a, b et c est multiple de 5[9] ;
- la hauteur issue de l'angle droit dans le triangle associé, {\displaystyle h=ab/c}, n'est pas entière ;
- l'aire du triangle associé {\displaystyle S=ab/2} (qui est par définition un nombre congruent) n'est pas un carré[10] : c'est le théorème de Fermat sur les triangles rectangles[3] ;
- il existe des triplets où a et c sont premiers, comme (5, 12, 13), mais on ne sait pas s'il en existe une infinité[11] (cf. la suite A067756 de l'OEIS) ;
- les facteurs premiers de c sont de la forme 4k + 1, donc c également, comme pour toute somme impaire de deux carrés premiers entre eux ;
- réciproquement tout produit de nombres premiers de la forme 4k + 1 est le troisième terme d'un triplet pythagoricien primitif (cf. la suite A008846 de l'OEIS) ;
- {\displaystyle {\tfrac {c-a}{2}}=q^{2}} et {\displaystyle c-b=(p-q)^{2}} sont des carrés ;
- la réciproque de la propriété précédente est fausse comme le montre le triplet (1, 8, 9) : (c – a)/2 et c – b sont des carrés alors que (1, 8, 9) n'est pas un triplet pythagoricien ;
- au plus l'un des trois nombres a, b, c est un carré[12] ;
- les entiers a, b et c ne peuvent être simultanément des puissances n-ièmes avec {\displaystyle n\geqslant 2} (conséquence du grand théorème de Fermat)
- les entiers p et q s'interprètent dans le triangle associé par la formule {\displaystyle \tan {\frac {B}{2}}={\frac {q}{p}}}, puisque {\displaystyle \tan B={\frac {2pq}{p^{2}-q^{2}}}} (voir figure ci-contre) ; {\displaystyle \tan {\frac {A}{2}}={\frac {p+q}{q-p}}={\frac {m}{n}}} ;
- le rayon du cercle inscrit est l'entier {\displaystyle r={\frac {ab}{a+b+c}}=q(p-q)} ; les rayons des trois cercles exinscrits sont les entiers {\displaystyle r_{A}={\frac {ab}{-a+b+c}}=p(p-q)}, {\displaystyle r_{B}={\frac {ab}{a-b+c}}=q(p+q)} et {\displaystyle r_{C}={\frac {ab}{a+b-c}}=p(p+q)} ; par exemple pour le triplet (3, 4, 5), p = 2 et q = 1 ; les rayons successifs sont 1, 2, 3 et 6 ;
- le diamètre du cercle circonscrit est égal à c.

### Génération algébrique et géométrique

Arbre de Berggren de construction des triplets pythagoriciens primitifs.

Berggren a montré en 1934 que tout triplet pythagoricien primitif peut être obtenu à partir du triplet (3, 4, 5) par application répétée de {\displaystyle {\mathcal {R}}_{1}}, {\displaystyle {\mathcal {R}}_{2}} et {\displaystyle {\mathcal {R}}_{3}}, avec :
{\displaystyle {\mathcal {R}}_{1}={\begin{pmatrix}1&-2&2\\2&-1&2\\2&-2&3\\\end{pmatrix}}\quad {\mathcal {R}}_{2}={\begin{pmatrix}1&2&2\\2&1&2\\2&2&3\\\end{pmatrix}}\quad {\mathcal {R}}_{3}={\begin{pmatrix}-1&2&2\\-2&1&2\\-2&2&3\\\end{pmatrix}}}
selon la règle
{\displaystyle {\begin{pmatrix}a_{i}\\b_{i}\\c_{i}\end{pmatrix}}={\mathcal {R}}_{i}{\begin{pmatrix}a\\b\\c\end{pmatrix}}}
De plus, cette décomposition est unique.
Géométriquement, le produit de {\displaystyle {\mathcal {R}}_{i}} par un triplet {\displaystyle (a,b,c)} correspond à la construction {\displaystyle \Phi \circ {\mathcal {S}}_{i}} effectuée pour le point {\displaystyle \left({\frac {a}{c}},{\frac {b}{c}}\right)}, où :
- {\displaystyle {\mathcal {S}}_{1}} est la symétrie par rapport à l’axe des ordonnées ;
- {\displaystyle {\mathcal {S}}_{2}} est la symétrie de centre O ;
- {\displaystyle {\mathcal {S}}_{3}} est la symétrie par rapport à l'axe des abscisses ;
- et Φ est l'application du cercle unité {\displaystyle {\mathcal {(}}C)} dans lui-même qui à tout point M associe M’ le deuxième point d’intersection de {\displaystyle {\mathcal {(}}C)} avec la droite passant par M et P(1,1).

#### Exemples
- {\displaystyle {\begin{pmatrix}77\\36\\85\end{pmatrix}}={\mathcal {R}}_{3}\circ {\mathcal {R}}_{2}{\begin{pmatrix}3\\4\\5\end{pmatrix}}}
- {\displaystyle {\begin{pmatrix}85\\132\\157\end{pmatrix}}={\mathcal {R}}_{1}\circ {\mathcal {R}}_{3}\circ {\mathcal {R}}_{3}{\begin{pmatrix}3\\4\\5\end{pmatrix}}}

### Moyennes du nombre de triplets pythagoriciens
Le nombre {\displaystyle N_{c}(n)} de triplets pythagoriciens primitifs de troisième terme inférieur ou égal à {\displaystyle n} est répertorié comme suite A156685 de l'OEIS, et Derrick Norman Lehmer a montré en 1900 que lorsque {\displaystyle n} tend vers l'infini, {\displaystyle N_{c}(n)\sim {\frac {n}{2\pi }}} ;  d'où un nombre moyen de tels triplets de troisième terme donné égal à {\displaystyle {\frac {1}{2\pi }}\approx {\frac {1}{6}}} ; voir la suite A086201 de l'OEIS.
Le nombre {\displaystyle N_{s}(n)} de tels triplets de somme inférieure ou égale à {\displaystyle n} est répertorié comme suite A328499 de l'OEIS, et Lehmer a montré que  {\displaystyle N_{s}(n)\sim {\frac {\ln 2}{\pi ^{2}}}n}, d'où un nombre moyen de {\displaystyle {\frac {\ln 2}{\pi ^{2}}}\approx {\frac {2}{3}}} ; voir la suite A118858 de l'OEIS.

## Applications

### Corde à treize nœuds
Le triplet (3, 4, 5) intervient dans la corde à treize nœuds comportant 12 intervalles formant trois côtés de longueur 3, 4 et 5 et permettant d'obtenir un angle droit :  

### Carrés en progression arithmétique
Les triplets pythagoriciens {\displaystyle (a,b,c),a<b} sont en bijection naturelle avec les triplets {\displaystyle (x^{2},y^{2},z^{2})} de carrés non nuls en progression arithmétique (vérifiant {\displaystyle y^{2}-x^{2}=z^{2}-y^{2}>0}, soit {\displaystyle x^{2}+z^{2}=2y^{2},x<z}).
On passe de {\displaystyle (a,b,c)} à {\displaystyle (x,y,z)} en posant {\displaystyle x=b-a,y=c,z=a+b}, et en sens inverse en posant {\displaystyle a={\frac {z-x}{2}},b={\frac {z+x}{2}},c=y}.
En effet {\displaystyle a^{2}+b^{2}=c^{2}\Leftrightarrow (b-a)^{2}+(a+b)^{2}=2c^{2}}.
Par exemple, le triplet {\displaystyle (3,4,5)} donne la progression {\displaystyle (1^{2}=1<5^{2}=25<7^{2}=49)} de raison 24, et le triplet {\displaystyle (9,40,41)} fournit la progression {\displaystyle 31^{2}<41^{2}<49^{2}} qui était connue de Diophante.
La raison de la progression est égale à {\displaystyle 2ab}, soit le quadruple de l'aire du triangle de Pythagore associé. Cette raison ne peut donc être un carré d'après le théorème de Fermat sur les triangles rectangles.
Fermat a conjecturé en 1640 dans une lettre à Frénicle qu'on ne peut trouver quatre carrés distincts en progression arithmétique, ce qui a été démontré par Euler en 1780,. Une démonstration par Jean Itard utilise les deux triplets pythagoriciens associés à une telle progression arithmétique et conclut par descente infinie,,. Voir aussi cette référence :, ainsi que celle-ci : ,.

## Problèmes de coloration
Pour un article plus général, voir Théorie de Ramsey.
On peut considérer l'ensemble des entiers naturels comme un graphe dont les sommets sont les nombres et tels que les sommets reliés par une arête soient ceux qui font partie d'un même triplet pythagoricien.
Dès lors, on se demande s'il est possible de colorier le graphe de telle sorte que les éléments d'un même triplet ne soient pas tous de la même couleur,.
En d'autres termes on cherche à colorier le graphe de façon qu'il n'existe pas de 3-clique monochrome. Ce problème a initialement été posé par Paul Erdős et Ronald Graham.
En se limitant à deux couleurs il a été montré en 2016, et vérifié en 2019 grâce à Rocq, qu'il n'est possible d'aller que jusqu'aux 7824 premiers entiers,.
En utilisant trois couleurs différentes, il existe un coloriage admissible pour les 11066 premiers entiers mais au-delà le problème reste ouvert.

## Une visualisation des triplets pythagoriciens

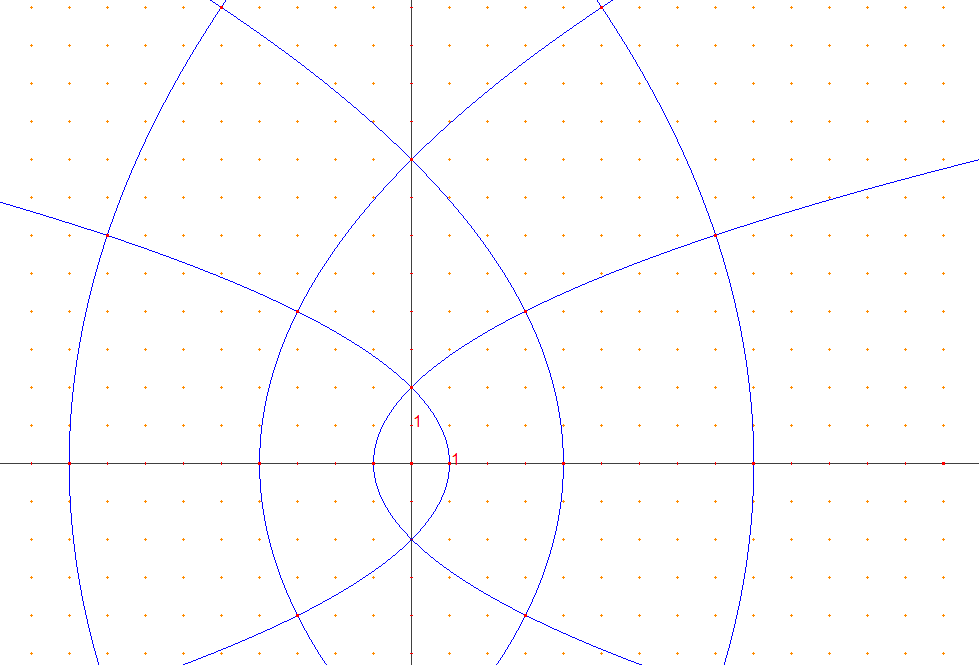
Visualisation des triplets associée à la fonction carré.

Nuage de points de tous les couples d'entiers tels que soit pythagoricien avec et inférieurs à 4500.

La fonction complexe {\displaystyle z\mapsto z^{2}} laisse stable l'anneau Z[i] des entiers de Gauss. À chaque point de l'image de Z[i] par cette fonction correspond un triplet pythagoricien (en effet, {\displaystyle (p+q\mathrm {i} )^{2}=p^{2}-q^{2}+2pq\mathrm {i} }, et {\displaystyle (p^{2}-q^{2})^{2}+(2pq)^{2}=(p^{2}+q^{2})^{2}}. Cette remarque fournit une visualisation des triplets pythagoriciens et une explication de la présence des paraboles dans le nuage de points ci-contre.

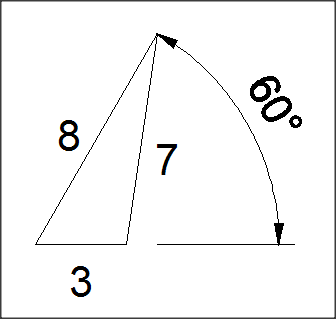
Illustration du triplet (3, 8, 7).

## Problème connexe: les triplets d'Eisenstein
Portant le nom de Gotthold Eisenstein, en référence aux entiers d'Eisenstein, les triplets d'Eisenstein (en) sont des triplets vérifiant la relation suivante :
Définition — Un triplet d’Eisenstein est un triplet {\displaystyle (a,b,c)} de trois nombres entiers naturels non nuls tels que : 
- (a) : {\displaystyle a<c<b} et le triangle de côtés de longueurs {\displaystyle a,b,c}  possède un angle de 60° en {\displaystyle C}

ou 
- (b) : {\displaystyle a<b<c}  et le triangle de côtés de longueur {\displaystyle a,b,c} possède un angle de 120° en {\displaystyle C}

Notons que les triangles correspondant au cas (a) sont les triangles entiers dont les angles sont en progression arithmétique car {\displaystyle {\widehat {A}}+{\widehat {B}}=2{\widehat {C}}\Leftrightarrow 180^{\circ }-{\widehat {C}}=2{\widehat {C}}\Leftrightarrow {\widehat {C}}=60^{\circ }}.

Illustration du triplet (3,5,7).

On peut donner une version algébrique de cette définition grâce au théorème d'Al-Kashi (aussi appelé « loi des cosinus »), qui est une généralisation du théorème de Pythagore. Ce théorème relation relie la longueur d'un côté {\displaystyle c} d'un triangle aux longueurs {\displaystyle a} et {\displaystyle b} de ses deux autres côtés et au cosinus de l'angle {\displaystyle {\widehat {C}}} qu'ils forment : {\displaystyle c^{2}=a^{2}+b^{2}-2ab\cos {\widehat {C}}}.
Ainsi, avec {\displaystyle a,b,c} des entiers nommés comme dans la définition ci-avant, et pour un angle de 60° ou 120° (dont le cosinus vaut respectivement {\displaystyle {\tfrac {1}{2}}} ou {\displaystyle -{\tfrac {1}{2}}}), l'égalité vérifiée sera respectivement : {\displaystyle c^{2}=a^{2}+b^{2}-ab}  ou  {\displaystyle c^{2}=a^{2}+b^{2}+ab}.
Par analogie avec la recherche de triplets pythagoriciens, qui revient à rechercher les entiers de Gauss dont la norme est un carré parfait, la recherche de triplets d'Eisenstein revient à chercher des entiers d'Eisenstein, {\displaystyle z=a+b\,\omega } où {\displaystyle \omega ={\frac {-1+\mathrm {i} {\sqrt {3}}}{2}}=\mathrm {e} ^{2\pi \mathrm {i} /3}}, dont la norme {\displaystyle |a+b\,\omega |^{2}} est un carré parfait.
Des triplets connus sont par exemple (la liste est non exhaustive) :
- Pour 60° : (3 , 8 , 7), (5 , 8 , 7), (5, 21, 19), (7, 15, 13), (7, 40, 37), (8 , 15 , 13), (9, 24, 21) : voir la suite A121992 de l'OEIS.
- Pour 120° : (3 , 5 , 7), (5 , 16 , 19), (7 , 8 , 13), (7, 33, 37), (9, 56, 61), (11, 24, 31) : voir la suite A264827 de l'OEIS